# Hals Barre
Hals Barre är ett rev vid Langeraks (den östligaste delen av Limfjorden) utlopp i Kattegatt i Danmark.   Det ligger i Ålborgs kommun i Region Nordjylland.  